# DVL3
DVL3‏ (Dishevelled segment polarity protein 3) هوَ بروتين يُشَفر بواسطة جين DVL3 في الإنسان.